# Reflections – A Disney Lakeside Lodge
Reflections - A Disney Lakeside Lodge (en español: Reflejos - Un alojamiento de Disney a orillas del lago)  es el próximo hotel y Resort de Vacaciones de Disney que está siendo construido en Walt Disney World en Bay Lake, Florida entre Disney's Wilderness Lodge y Disney's Fort Wilderness Resort & Campground, en el emplazamiento del antiguo parque acuático Disney's River Country

## Historia
Walt Disney World Resort anunció el 18 de octubre del 2018 un nuevo hotel deluxe y el decimosexto club de vacaciones. El resort consistirá en 900 habitaciones y villas del club construidas en la orilla del Lago Bay construidas en el anterior emplazamiento de Disney's River Country. Se espera que el Resort abra en 2022.